# Équipe de Tchécoslovaquie de football au Championnat d'Europe 1976
L'équipe de Tchécoslovaquie de football dispute sa 2e phase finale de championnat d'Europe lors de l'édition 1976 qui se tient en Yougoslavie du 16 juin 1976 au 20 juin 1976.
La Tchécoslovaquie bat les Pays-Bas en demi-finale après prolongation, puis remporte le titre européen contre l'Allemagne de l'Ouest en finale, à l'issue d'une séance de tirs au but, la première dans l'histoire du tournoi. Les adversaires de la Tchécoslovaquie sont de haut rang puisque les Néerlandais sont vice-champions du Monde en titre et les Ouest-Allemands sont champions d'Europe et champions du Monde en titre.
La finale est notamment marquée par le tir au but du tchécoslovaque Antonin Panenka qui réalise un geste technique inédit en frappant le ballon d'une pichenette vers le centre du but, ceci en pariant sur le fait que généralement le gardien plonge de façon anticipée sur un côté pour se donner plus de chance de détourner le tir. Ce geste porte depuis le surnom de son auteur : une "Panenka".
À titre individuel, Ivo Viktor, Ján Pivarník, Jaroslav Pollák, Anton Ondruš, Zdenek Nehoda et Antonin Panenka font partie de l'équipe-type du tournoi.

## Phase qualificative
Le premier tour de phase qualificative comprend huit poules. Les premiers de chaque groupe se qualifient pour les quarts de finale du Championnat d'Europe, qui se disputent au printemps en matchs aller-retour. Les quatre vainqueurs des quarts de finale se retrouvent en Yougoslavie pour jouer le tournoi final de l'Euro 1976.

### Phase de poule
| Rang | Équipe          | Pts | J | G | N | P | Bp | Bc | Diff |  | Résultats (▼ dom., ► ext.) |     |     |     |     |
| ---- | --------------- | --- | - | - | - | - | -- | -- | ---- |  | -------------------------- | --- | --- | --- | --- |
| 1    | Tchécoslovaquie | 9   | 6 | 4 | 1 | 1 | 15 | 5  | +10  |  | Tchécoslovaquie            |     | 2-1 | 5-0 | 4-0 |
| 2    | Angleterre      | 8   | 6 | 3 | 2 | 1 | 11 | 3  | +8   |  | Angleterre                 | 3-0 |     | 0-0 | 5-0 |
| 3    | Portugal        | 7   | 6 | 2 | 3 | 1 | 5  | 7  | -2   |  | Portugal                   | 1-1 | 1-1 |     | 1-0 |
| 4    | Chypre          | 0   | 6 | 0 | 0 | 6 | 0  | 16 | -16  |  | Chypre                     | 0-3 | 0-1 | 0-2 |     |

### Quart de finale
| Équipe 1        | Résultat | Équipe 2         | Aller | Retour |
| --------------- | -------- | ---------------- | ----- | ------ |
| Tchécoslovaquie | 4 - 2    | Union soviétique | 2 - 0 | 2 - 2  |

## Phase finale

### Demi-finale
| Entraîneur : |
| V.Jezek      |

| Entraîneur : |
| Michels      |

| Entraîneur : |
| V.Jezek      |

| Entraîneur : |
| Michels      |

### Finale
| Titulaires : |  |
| |  |
| 1 Ivo Viktor · 2 Karol Dobias 55e 93e · 3 Jozef Čapkovič · 4 Anton Ondruš · 5 Ján Pivarník · 7 Antonín Panenka · 8 Jozef Móder 59e · 10 Marian Masny · 11 Zdenek Nehoda · 12 Koloman Gögh · 17 Ján Švehlík 80e · |  |
| Remplaçants : |  |
| 6 Ladislav Jurkemik 93e · 14 Pavol Biroš 80e · 16 František Veselý · 18 Dušan Galis · 22 Alexander Vencel · |  |
| Entraîneur : |  |
| Václav Ježek |  |

| Titulaires : |  |
| |  |
| 1 Sepp Maier · 2 Berti Vogts · 3 Bernard Dietz · 4 Hans-Georg Schwarzenbeck · 5 Franz Beckenbauer · 6 Herbert Wimmer 46e · 7 Rainer Bonhof · 8 Uli Hoeness · 9 Dieter Müller · 10 Erich Beer 80e · 11 Bernd Hölzenbein · |  |
| Remplaçants : |  |
| 14 Hans Bongartz 80e · 15 Heinz Flohe 46e · 16 Peter Nogly · 17 Manfred Kaltz · 18 Rudolf Kargus · |  |
| Entraîneur : |  |
| Helmut Schön |  |

| Titulaires : |  |
| |  |
| 1 Ivo Viktor · 2 Karol Dobias 55e 93e · 3 Jozef Čapkovič · 4 Anton Ondruš · 5 Ján Pivarník · 7 Antonín Panenka · 8 Jozef Móder 59e · 10 Marian Masny · 11 Zdenek Nehoda · 12 Koloman Gögh · 17 Ján Švehlík 80e · |  |
| Remplaçants : |  |
| 6 Ladislav Jurkemik 93e · 14 Pavol Biroš 80e · 16 František Veselý · 18 Dušan Galis · 22 Alexander Vencel · |  |
| Entraîneur : |  |
| Václav Ježek |  |

| Titulaires : |  |
| |  |
| 1 Sepp Maier · 2 Berti Vogts · 3 Bernard Dietz · 4 Hans-Georg Schwarzenbeck · 5 Franz Beckenbauer · 6 Herbert Wimmer 46e · 7 Rainer Bonhof · 8 Uli Hoeness · 9 Dieter Müller · 10 Erich Beer 80e · 11 Bernd Hölzenbein · |  |
| Remplaçants : |  |
| 14 Hans Bongartz 80e · 15 Heinz Flohe 46e · 16 Peter Nogly · 17 Manfred Kaltz · 18 Rudolf Kargus · |  |
| Entraîneur : |  |
| Helmut Schön |  |

## Effectif
Sélectionneur : Václav Ježek
| No. | Pos.      | Joueur              | Date de naissance et âge | Sélec. | Club                  |
| --- | --------- | ------------------- | ------------------------ | ------ | --------------------- |
| 1   | Gardien   | Ivo Viktor          | 21 mai 1942              |        | Dukla Prague          |
| 2   | Défenseur | Karol Dobiáš        | 18 décembre 1947         |        | TJ Spartak Trnava     |
| 3   | Défenseur | Jozef Čapkovič      | 1er novembre 1948        |        | Slovan Bratislava     |
| 4   | Défenseur | Anton Ondruš        | 27 mars 1950             |        | Slovan Bratislava     |
| 5   | Défenseur | Ján Pivarník        | 13 novembre 1947         |        | Slovan Bratislava     |
| 6   | Défenseur | Ladislav Jurkemik   | 20 juillet 1953          |        | Inter Bratislava      |
| 7   | Milieu    | Antonín Panenka     | 2 décembre 1948          |        | Bohemians ČKD Prague  |
| 8   | Milieu    | Jozef Móder         | 19 septembre 1947        |        | TJ Lokomotíva Košice  |
| 9   | Milieu    | Jaroslav Pollák     | 11 juillet 1947          |        | VSS Košice            |
| 10  | Attaquant | Marián Masný        | 13 août 1950             |        | Slovan Bratislava     |
| 11  | Attaquant | Zdeněk Nehoda       | 9 mai 1952               |        | Dukla Prague          |
| 12  | Défenseur | Koloman Gögh        | 7 janvier 1948           |        | Slovan Bratislava     |
| 13  | Défenseur | Jozef Barmoš        | 28 août 1954             |        | Inter Bratislava      |
| 14  | Défenseur | Pavol Biroš         | 1er avril 1953           |        | Slavia Prague         |
| 15  | Milieu    | Dušan Herda         | 15 juillet 1951          |        | Slavia Prague         |
| 16  | Milieu    | František Veselý    | 7 décembre 1943          |        | Slavia Prague         |
| 17  | Milieu    | Ján Švehlík         | 17 janvier 1950          |        | Slovan Bratislava     |
| 18  | Attaquant | Dušan Galis         | 24 novembre 1946         |        | VSS Košice            |
| 19  | Attaquant | Ladislav Petráš     | 1er décembre 1946        |        | Inter Bratislava      |
| 20  | Milieu    | František Štambachr | 13 février 1953          |        | Dukla Prague          |
| 21  | Milieu    | Přemysl Bičovský    | 18 août 1950             |        | TJ Sklo Union Teplice |
| 22  | Gardien   | Alexander Vencel    | 8 février 1944           |        | Slovan Bratislava     |